# Dorino Serafini
Teodoro "Dorino" Serafini, född 22 juli 1909 i Pesaro, död 5 juli 2000 i samma stad, var en italiensk roadracing- och racerförare. 

## Racingkarriär
Serafini tävlade på motorcykel före andra världskriget och blev europamästare i 500-kubiksklassen 1939 på en Gilera. Efter kriget bytte han till bilsport. Han skadades allvarligt i en olycka 1947 men kom tillbaka och tog en andraplats vid Italiens Grand Prix 1950.

## F1-karriär
| Säsong | Stall/Tillverkare | Poäng | Placering |
| ------ | ----------------- | ----- | --------- |
| 1950   | Scuderia Ferrari  | 3     | 13        |